# Diego Pérez
Diego Fernando Pérez Aguado, född 18 maj 1980 i Montevideo, är en uruguayansk före detta fotbollsspelare som spelade som defensiv mittfältare. Han var med och representerade Uruguays herrlandslag i fotboll i Världsmästerskapet i fotboll 2010 i Sydafrika.
När han var 19 år gammal så började han spela i Defensor Sporting, en klubb i sin hemstad Montevideo. Han blev snabbt en del av deras startelva. Efter det gick han 2003 till den anrika klubben Peñarol. Där spelade han bara 13 matcher innan Didier Deschamps värvade honom till AS Monaco i Frankrike. Han fick kämpa om en plats som defensiv mittfältare med andra spelare som Lucas Bernardi, Akis Zikos och Gerard López. Diego fick mycket speltid under säsongen 2005/2006 eftersom han var en av den italienska tränaren Francesco Guidolins favoritspelare. Efter sin medverkan i VM 2010 fick den italienska klubben Bologna FC upp ögonen för den hårt jobbande mittfältaren. Den 31 augusti samma år skrev han ett kontrakt med klubben.
I 2010 års världsmästerskap, som var hans första, var han med och förde sitt lag till semifinal. Han fick där beröm för sin uppoffrande spelstil och sitt hjärta för laget.